# Scottsdale Arabian Horse Show

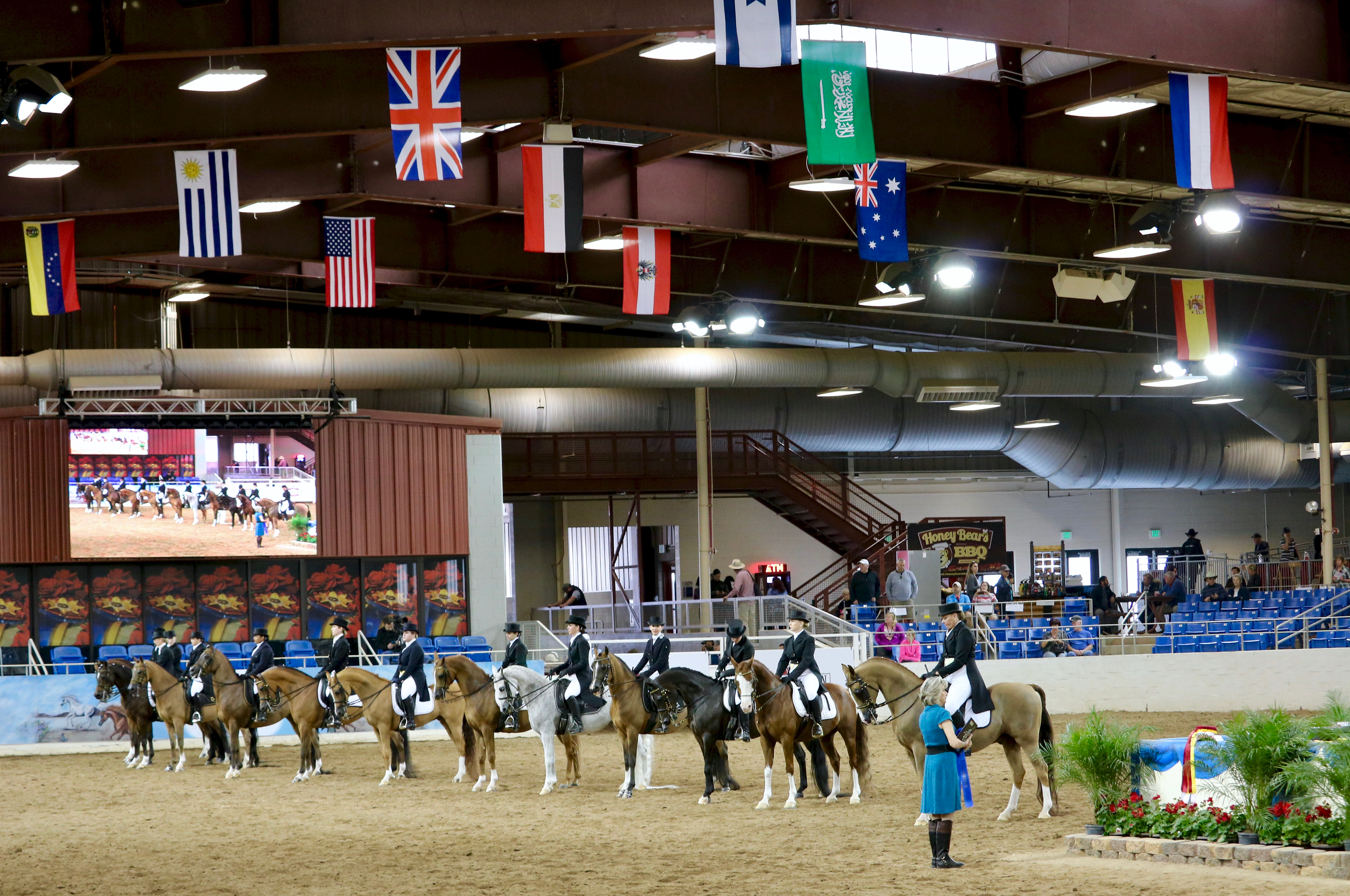
Présentation hack à Scottsdale, en 2017.

Le Scottsdale Arabian Horse Show est le plus grand salon du cheval arabe au monde, organisé chaque année à Scottsdale, en Arizona. Depuis sa création en 1955, le salon est passé de 50 chevaux et une douzaine d'entraîneurs / propriétaires, à plus de 2 200 chevaux et plus de 1 300 propriétaires. Appelé le « Super Bowl du monde du cheval arabe », il représente la première étape de la triple couronne, les deux autres grandes compétitions étant les championnats nationaux arabes canadiens et américains. En plus de la compétition, le spectacle sert de collecte de fonds pour l'Arabian Horse Association of Arizona, qui a fait don de millions de dollars à des œuvres de bienfaisance à partir des recettes du spectacle.

## Le spectacle
Le premier spectacle a eu lieu en 1955 à l'Arizona Biltmore Hotel, et était composé d'environ 50 chevaux issus de douze fermes. Anne McCormick, l'une des fondatrices, a fait don de 150 acres de son ranch à Scottsdale afin que le spectacle puisse avoir un terrain permanent, le nommant Paradise Park, il y est resté pendant de nombreuses années avant de déménager à son emplacement actuel, Westworld. L'Association du cheval arabe de l'Arizona, avec Ed Tweed comme président, a parrainé le premier spectacle, qui s'appelait alors All-Arabian Horse Show.
Il s'agit du plus grand salon du cheval arabe au monde et de l'un des plus grands salons de race au monde. Le spectacle est soutenu par la Fédération équestre des États-Unis et l'Arabian Horse Association . Appelé le "Super Bowl du monde du cheval arabe", la version 2015 a marqué le 60e anniversaire du spectacle. Le jubilé de diamant de l'événement a présenté plus de 2 250 chevaux et plus d'un million de dollars en prix avec plus de 1 300 élevages représentées. Il s'agit de la première des trois étapes de la « triple couronne du cheval arabe », les deux autres étant le championnat national arabe canadien et les nationaux américains.
Depuis 2015, le spectacle est une compétition à plusieurs divisions : Costume autochtone monté, épreuve en licol ; dressage ; attelage ; équitationwestern ( reining, cutting, Working cow horse ), english pleasure (dont show hack, park horse et country english); Saut d'obstacles / hunter et Western Pleasure, ainsi qu'une division jeunesse pour la plupart. Le premier prix du spectacle est le Scottsdale Supreme Halter Champion Ce prix est remis à la fois à une jument et à un étalon champions. Le public de l'événement a dépassé les 200 000 personnes. En 2015, plus de 320 000 visiteurs ont assisté aux 11 jours de l'événement, avec 450 000 téléspectateurs supplémentaires à travers le monde via un flux télévisé en direct. Une caractéristique unique du spectacle est les instructions conviviales qui permettent aux spectateurs de mieux comprendre le système de notation des juges.

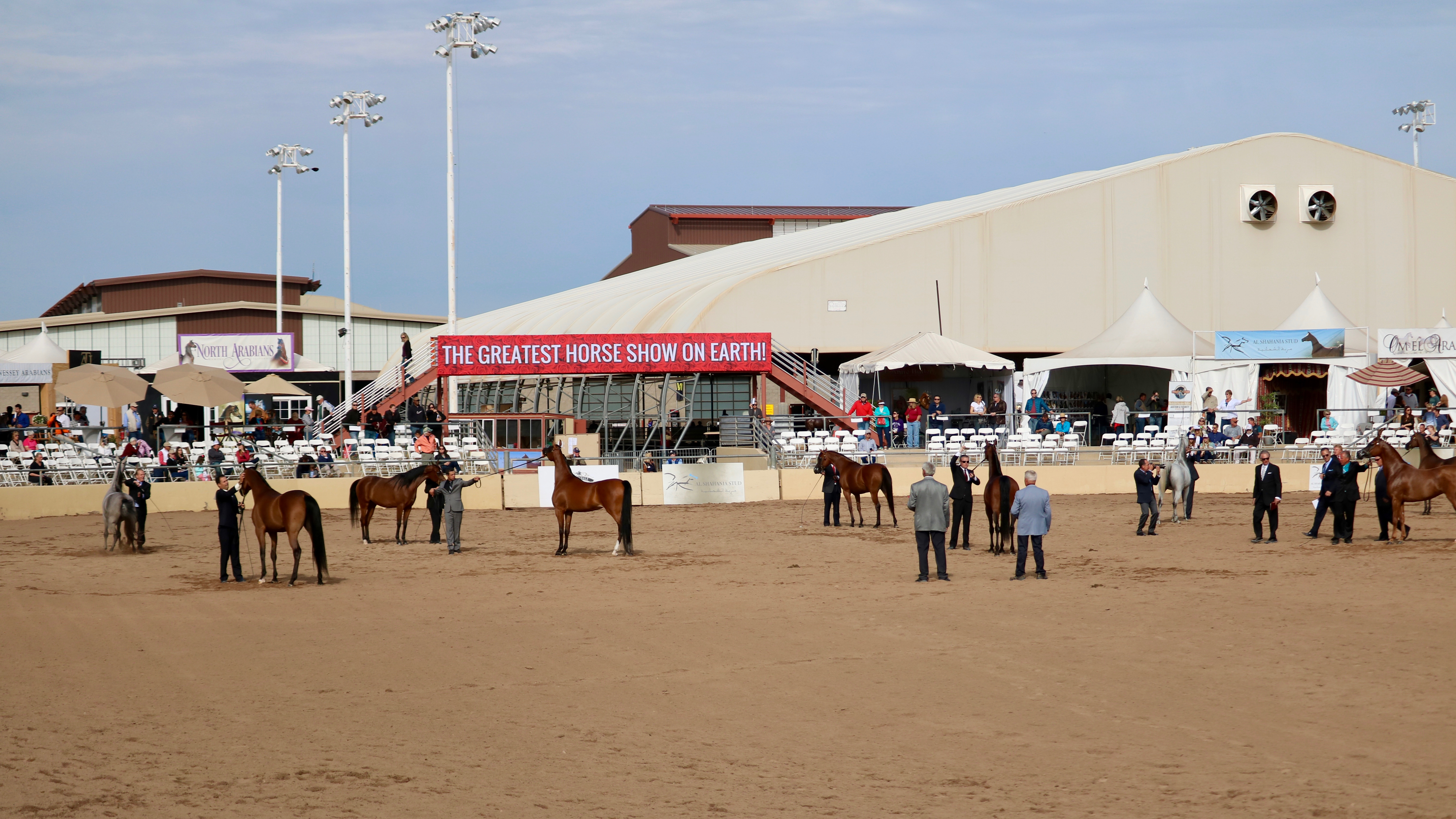
Les championnats Halter sont le clou du spectacle de Scottsdale

L'événement rapporte environ 52 millions de dollars à l'économie de Scottsdale. En 2013, les installations de Westworld ont eu une réfection pour 47 millions de dollars, qui comprenait des arènes intérieures climatisées,. En janvier 2015, la ville de Scottsdale's Westworld et l'Arabian Horse Association of Arizona ont conclu un accord pour organiser le spectacle à Westworld pendant les 20 prochaines années. En 2014, Westworld a dévoilé une nouvelle sculpture lumineuse intitulée "Impulsion", qui a été commandée pour 'un coût de 470 000 $. La statue mesure 40 pieds de long et 30 pieds de haut, pèse plus de 1000 livres et est l'œuvre de l'artiste de Scottsdale Jeff Zischke.
Outre les prix pour les concurrents, le spectacle est également une collecte de fonds pour les organismes de bienfaisance. Depuis sa création, le spectacle a recueilli des millions de dollars pour des organisations telles que les organismes de bienfaisance Cox et la Marche of fimes.

## Compétition

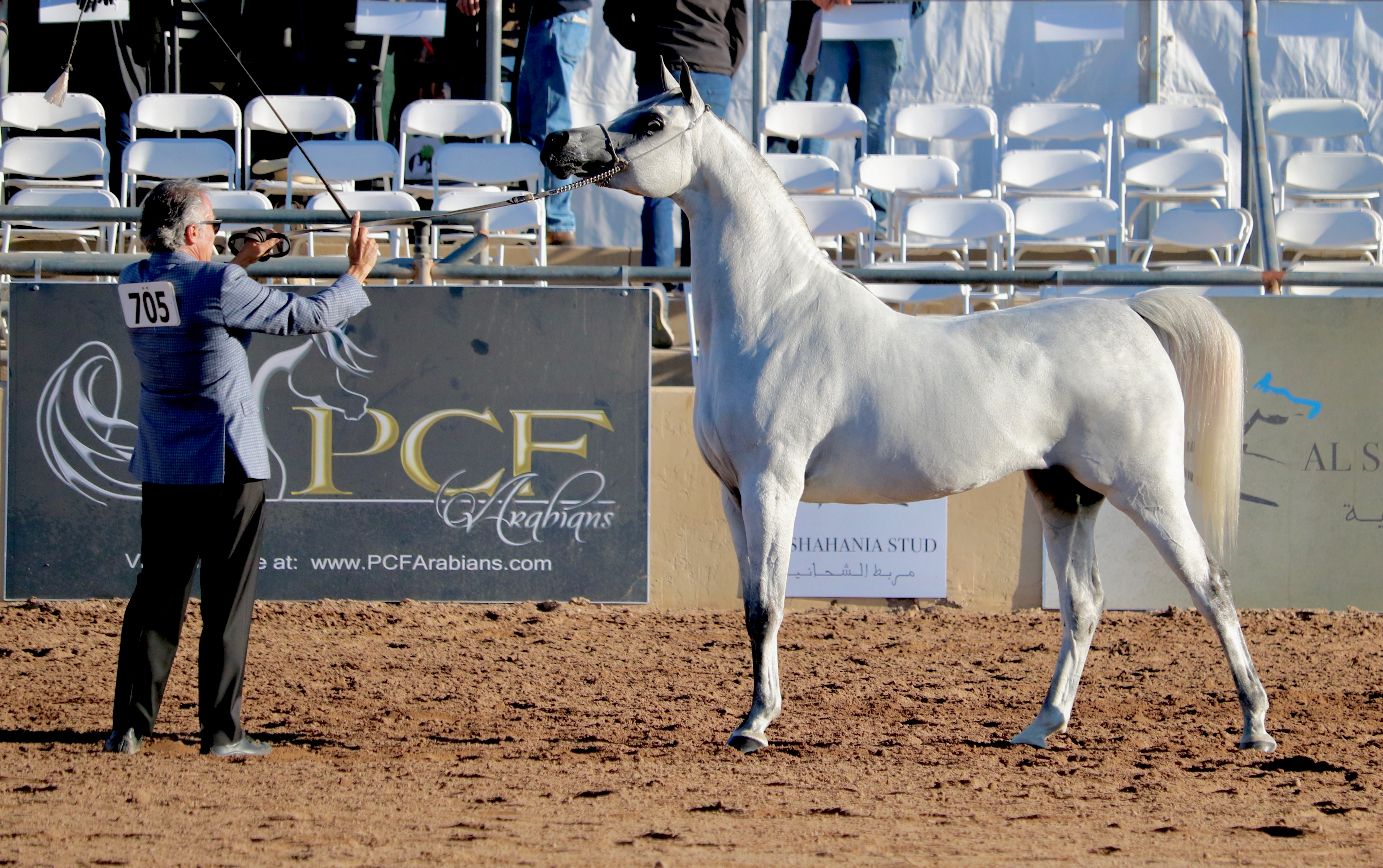
Halter championships
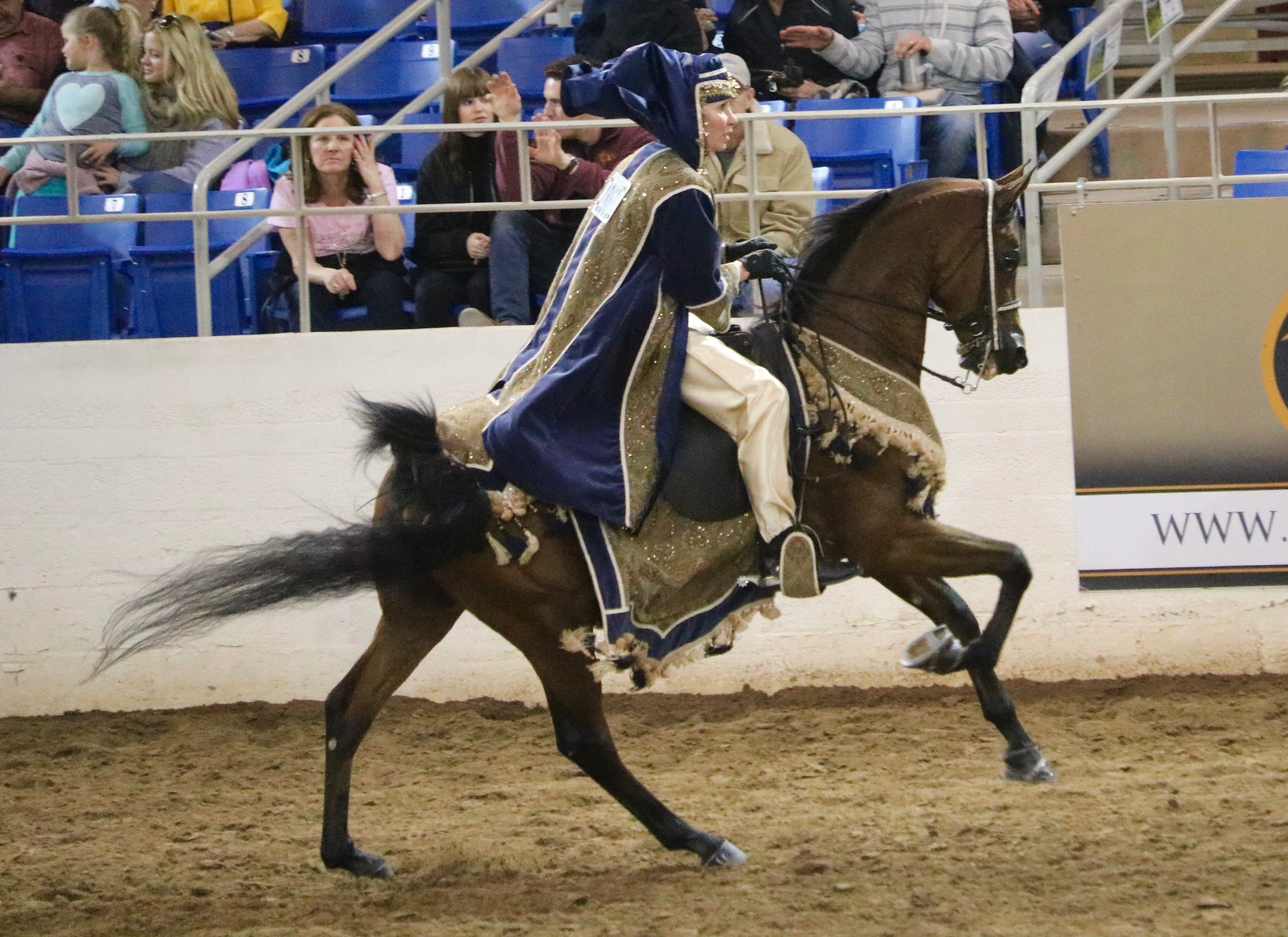
Mounted Native Costume
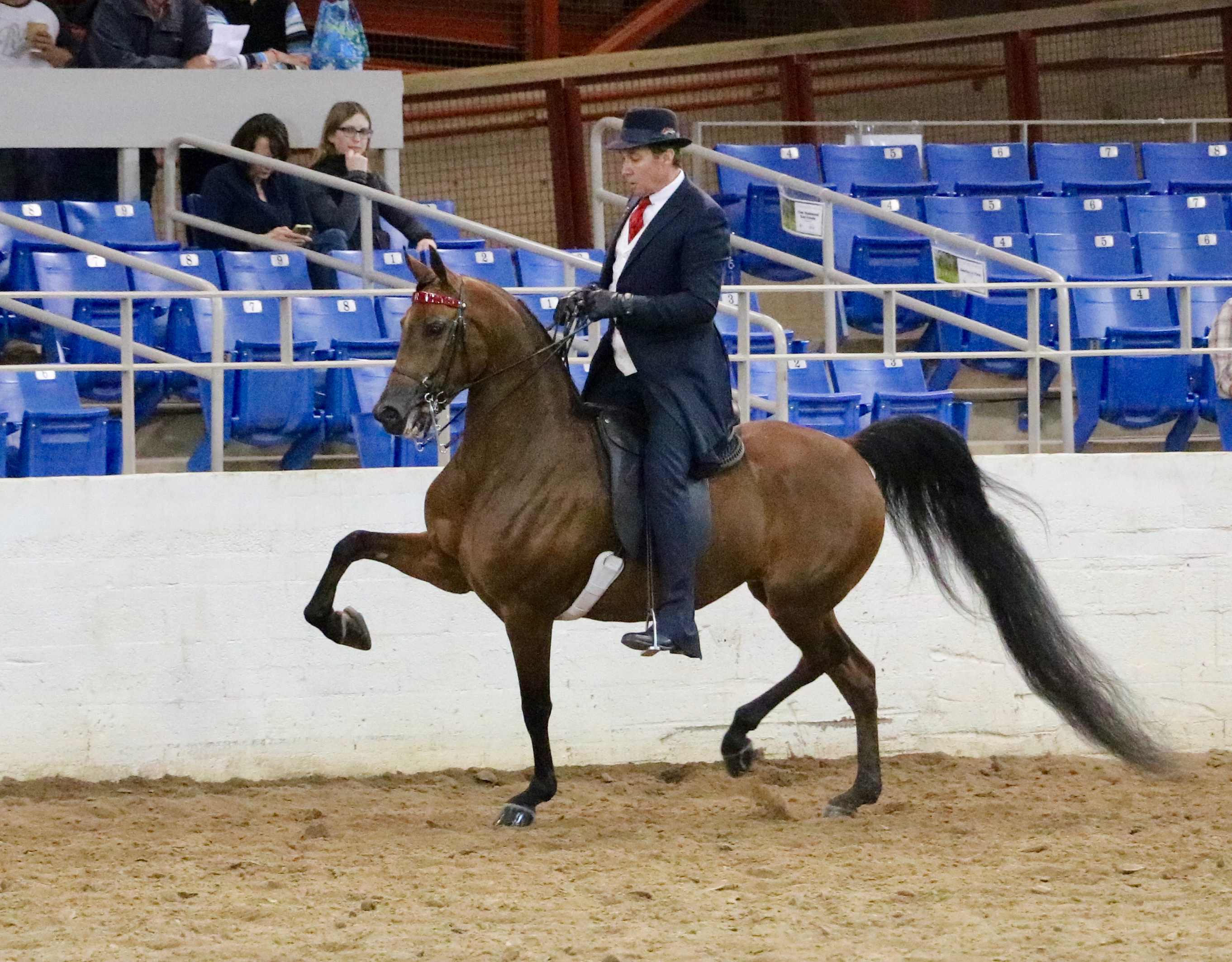
English pleasure
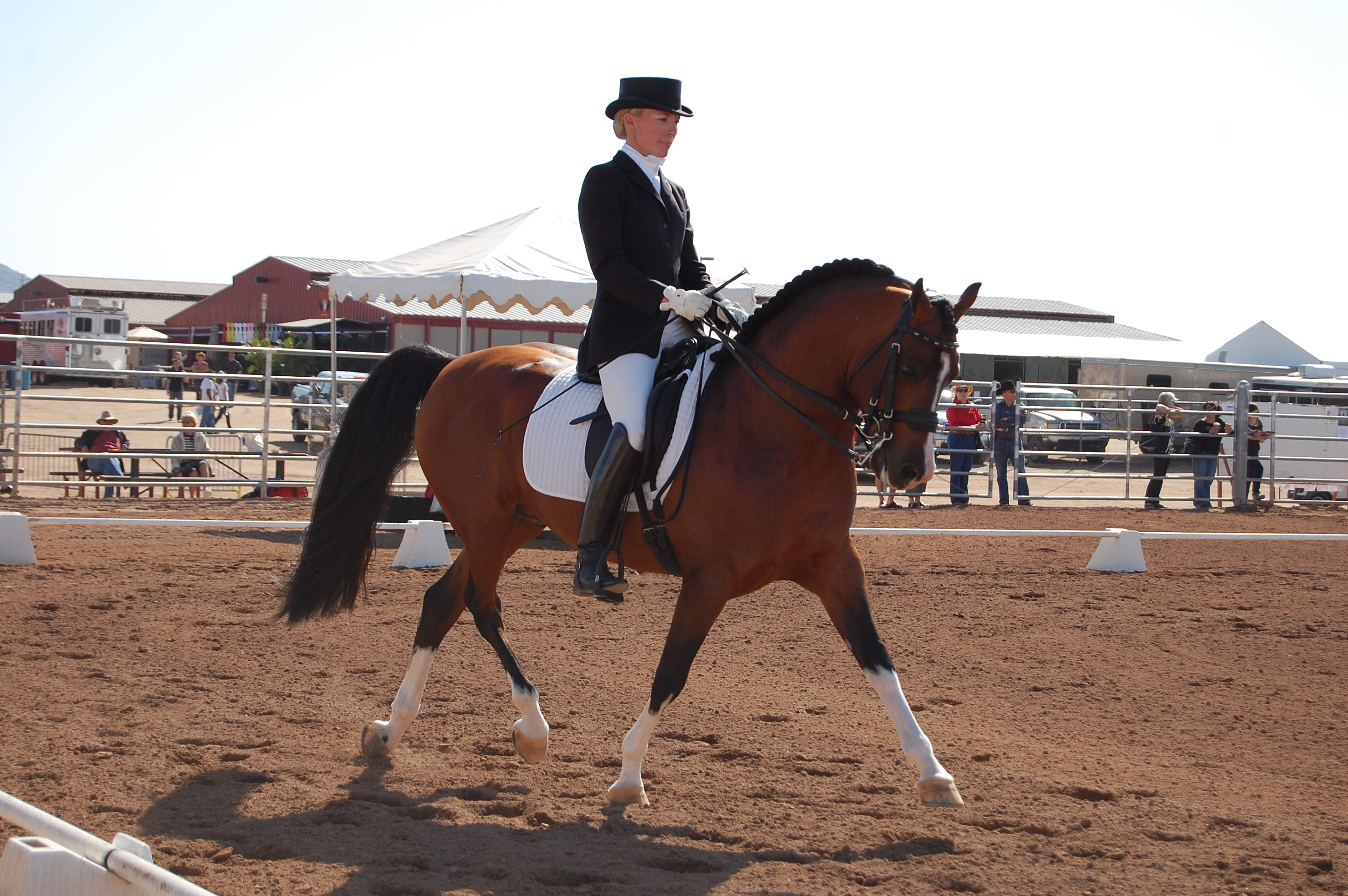
Dressage
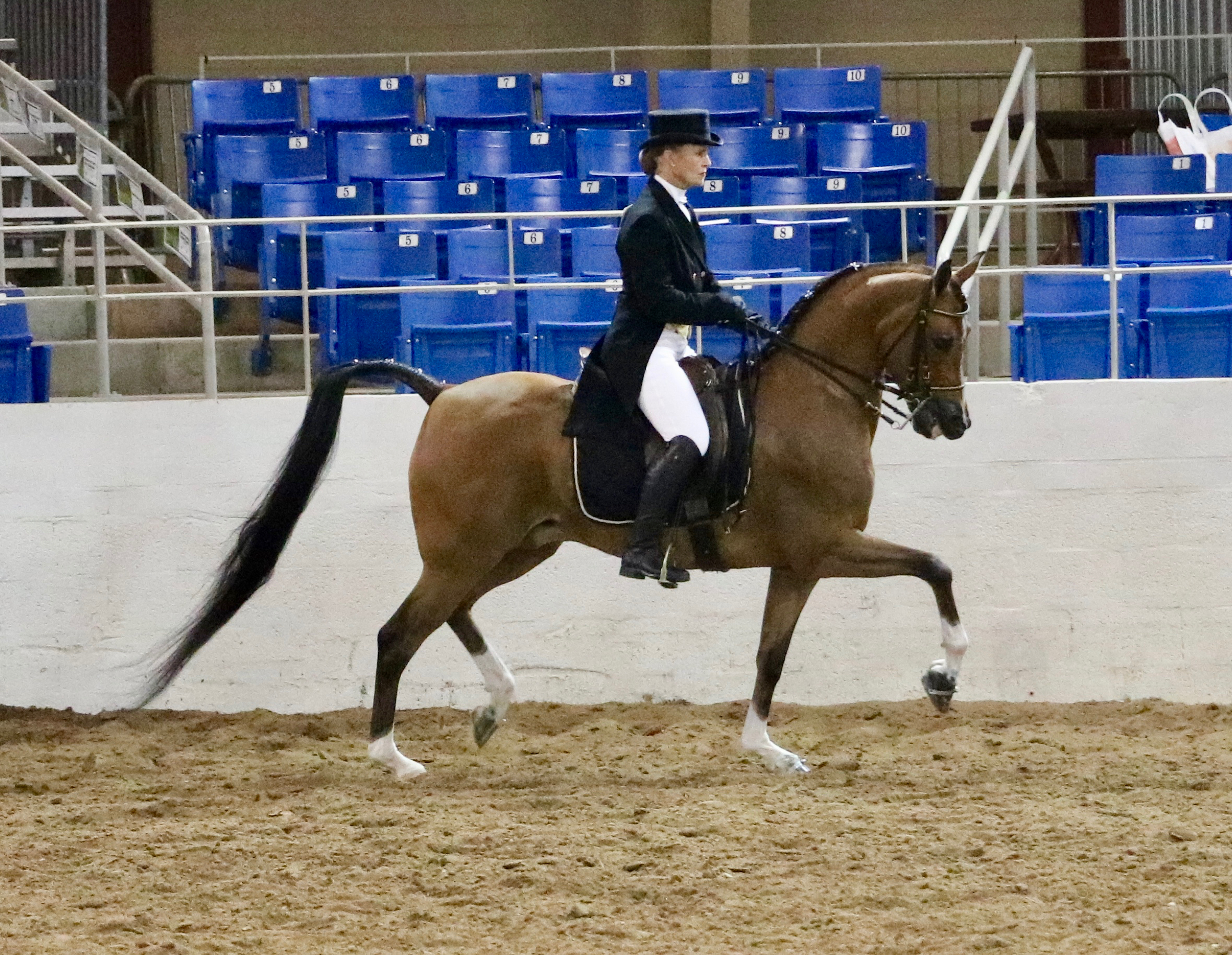
Show hack
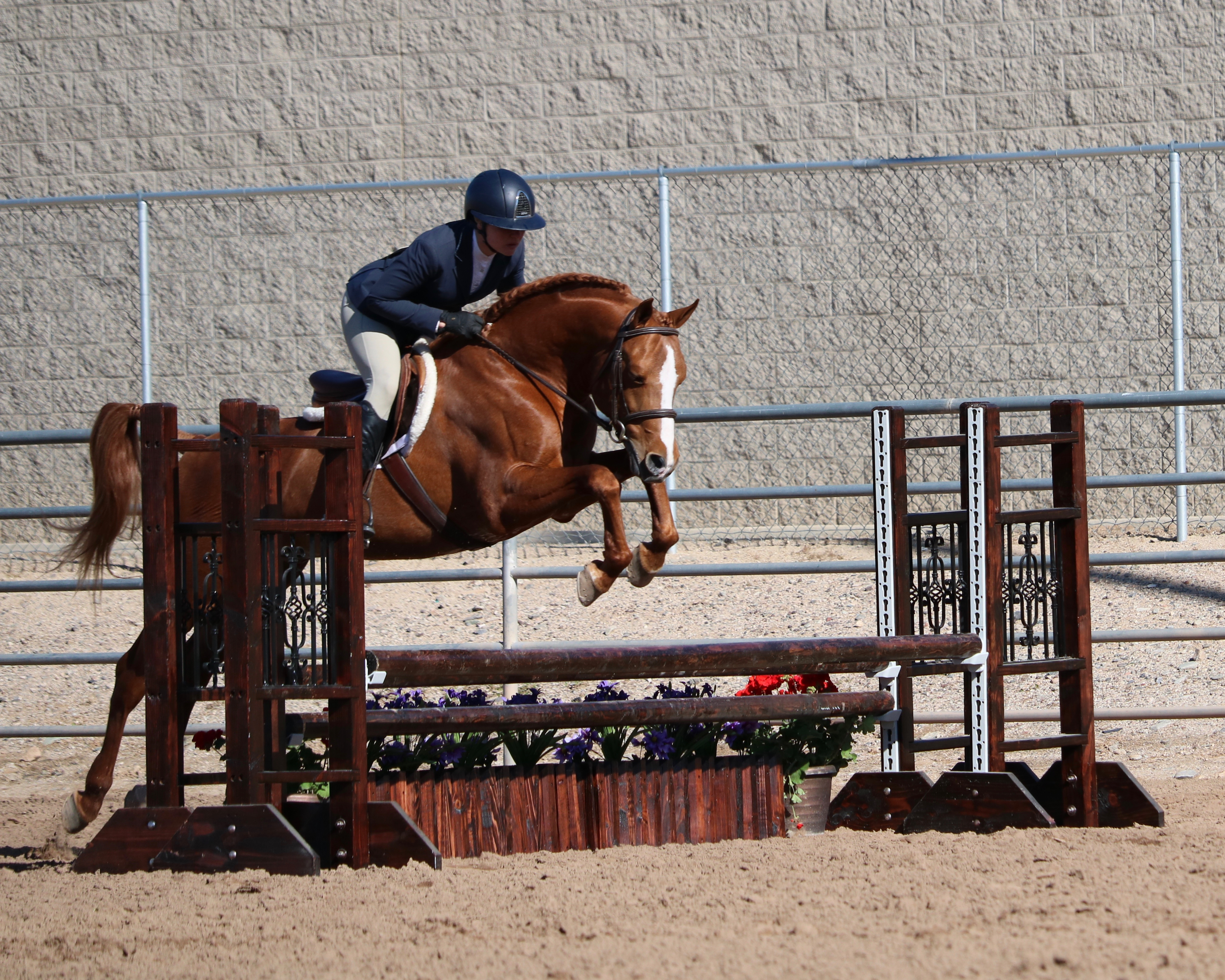
Hunter/Jumper
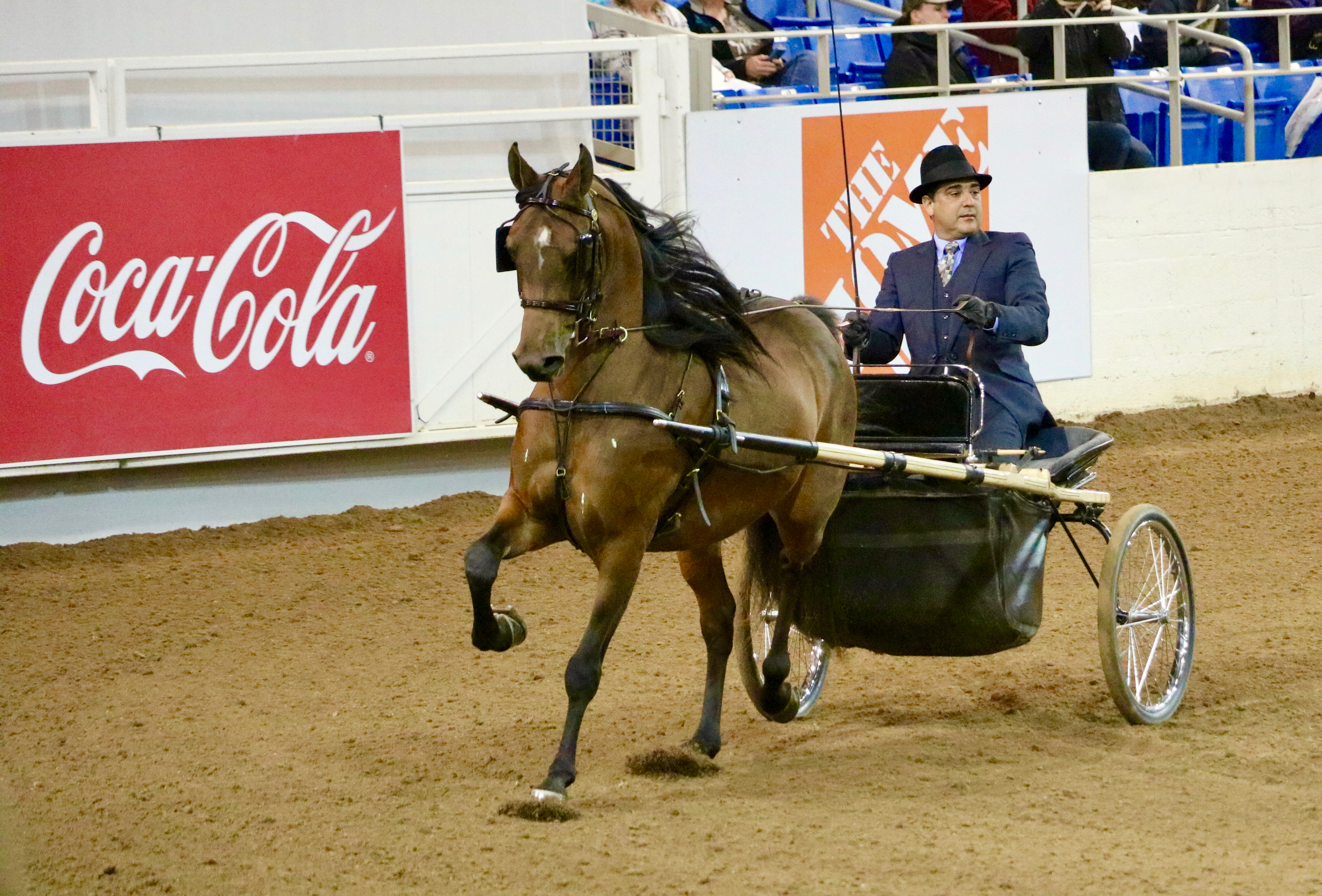
Pleasure driving
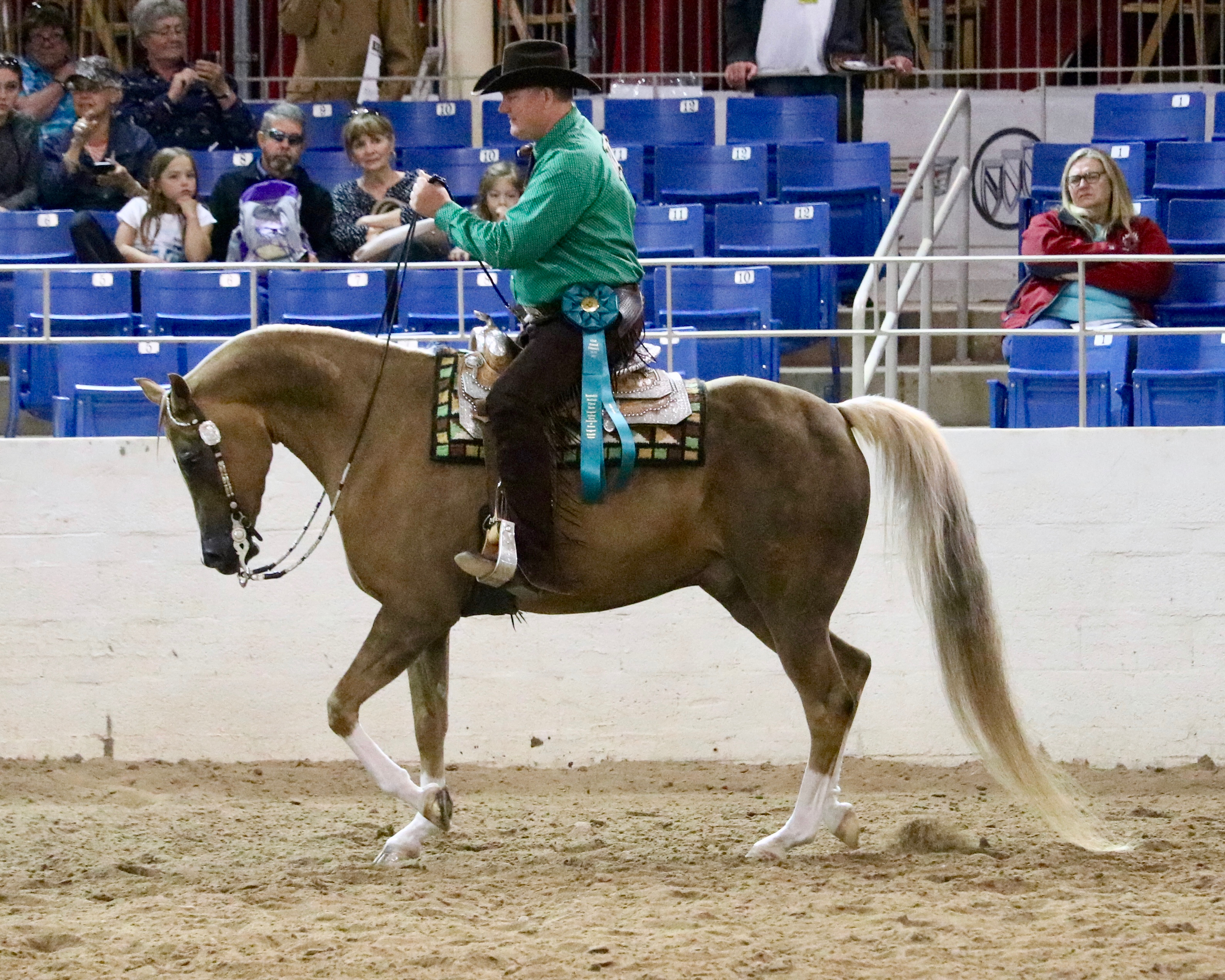
Western pleasure
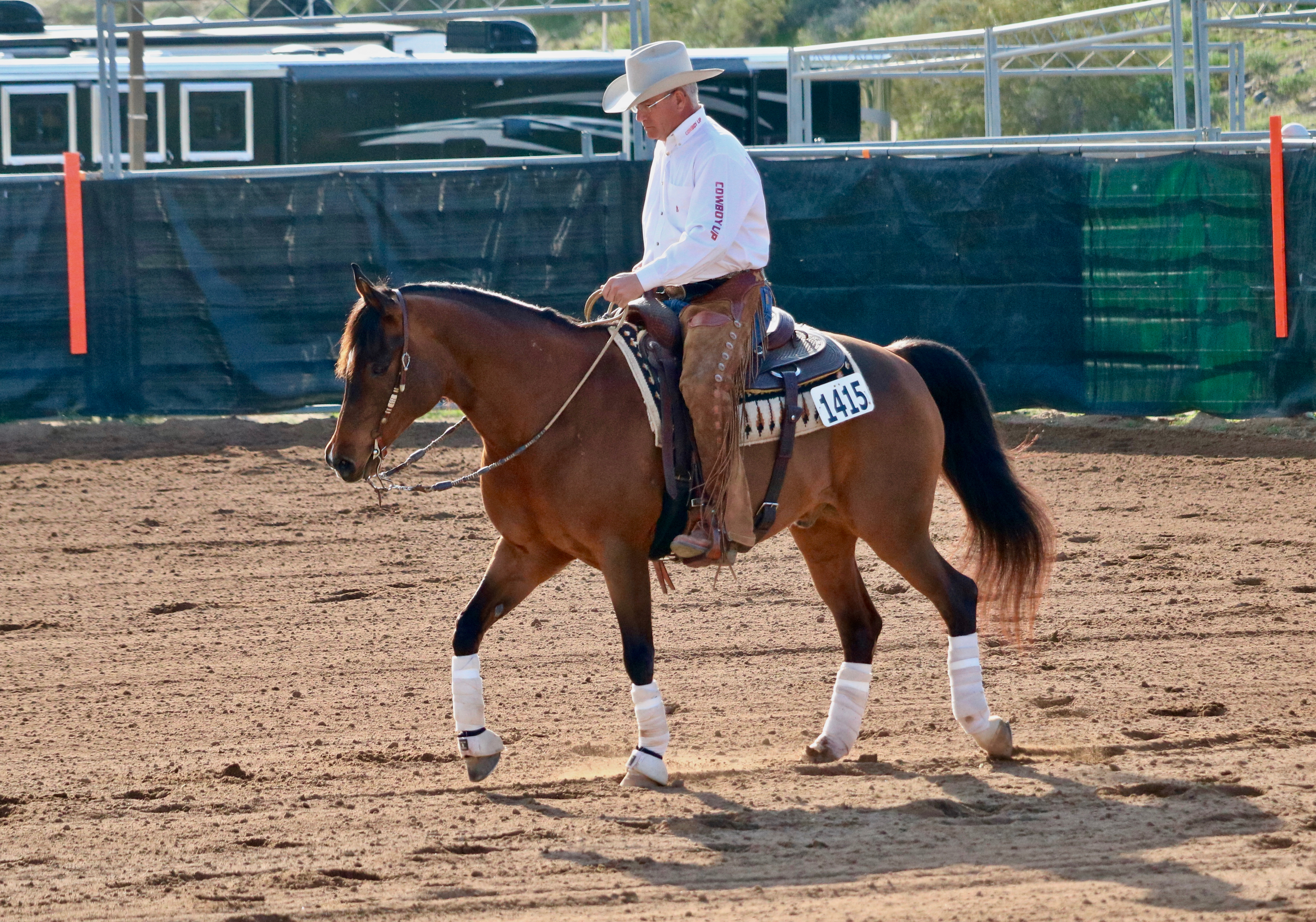
Working western division
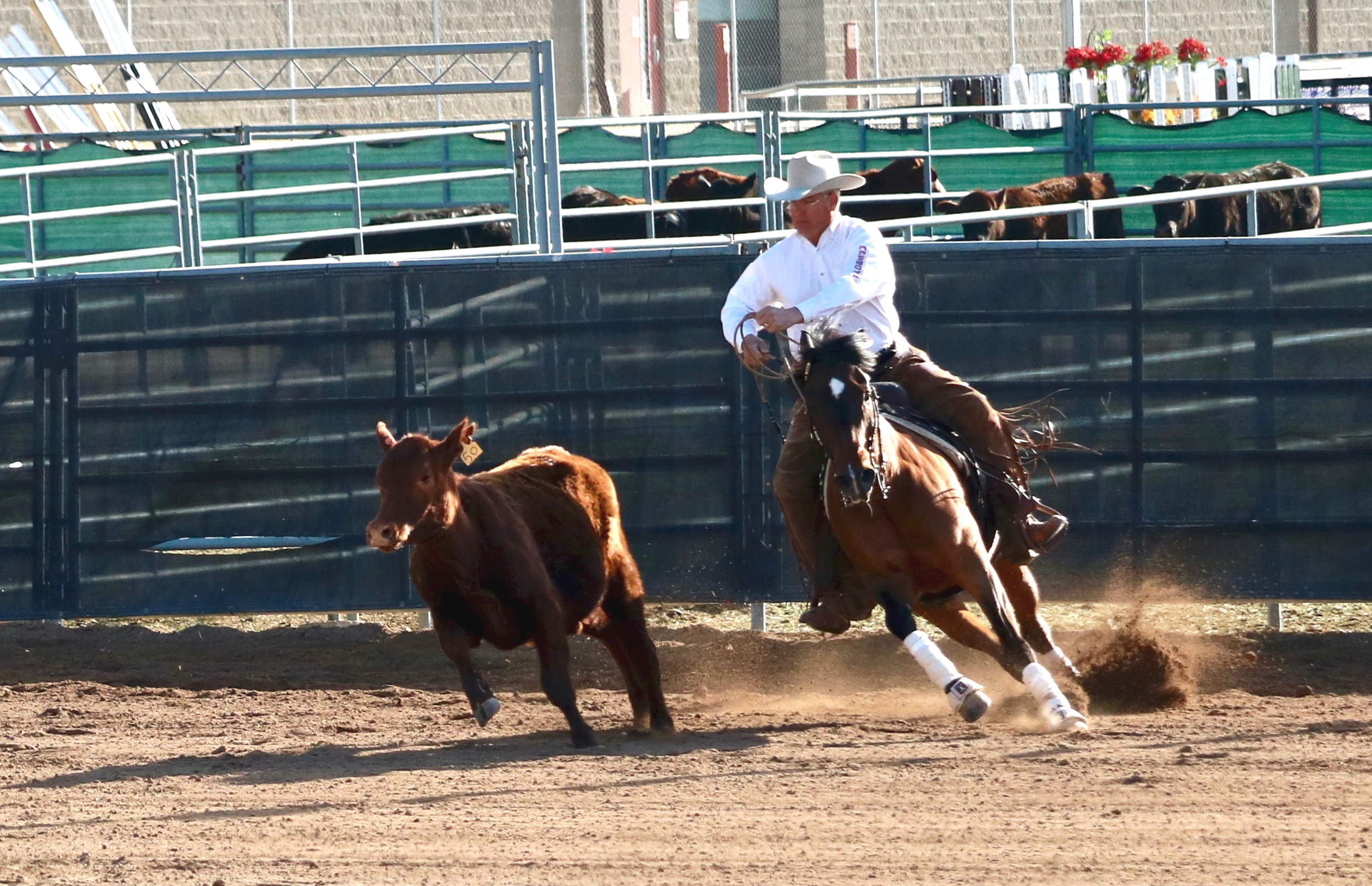
Working cow horse